# Anton Aschauer
Anton Aschauer (* 14. März 1897 in Traunstein; † 16. April 1976) war ein deutscher Politiker und Namensgeber der von ihm gegründeten Gruppe Aschauer, die nach der Machtergreifung der Nationalsozialisten im Münchner Widerstand tätig wurde.

## Leben
Anton Aschauer wurde 1897 in Traunstein geboren und wuchs nach einem Umzug mit seinen Eltern ab 1899 in München-Haidhausen auf. Aschauer interessierte sich schon sehr früh für Politik. Nach Beendigung seiner Ausbildung zum Fräser wurde er mit 16 Jahren zum Kriegsdienst eingezogen. Ein Jahr später wurde er verschüttet und schwer verwundet wegen seiner Verletzungen aus dem Kriegsdienst entlassen. Anschließend arbeitete er in der Lokomotiven- und Maschinenfabrik J.A. Maffei. 1919 wurde er Mitglied der KPD und war zusammen mit Max Levien und Eugen Leviné unter einem Decknamen führender Funktionär der zweiten Münchner Räterepublik. Im Februar 1922 trat er wegen Differenzen mit der Parteiführung aus der KPD aus und wurde Mitglied der SPD. 1926 heiratete er die Wirtstochter Rosalia Wolfegger, mit der er in den folgenden Jahren die Gastwirtschaft Klostergarten in Haidhausen führte. Im selben Jahr kam die einzige Tochter Rosalinde zur Welt.
Noch in der Legalität Anfang 1933 hatte sich innerhalb der SPD-Sektion Ramersdorf ein konspirativer Kreis um Anton Aschauer gebildet, um der als sicher erwarteten staatlichen Verfolgung zuvorzukommen. Nach dem Vorbild der KPD bildete Aschauer Dreiergruppen.
Mitglieder der Gruppe Aschauer waren Berthold Feuchtwanger, der Bruder des emigrierten Lion Feuchtwanger, und Hans Demeter, der spätere Vorsitzende der Münchner SPD. 1933 und 1934 produzierte der Kreis einige Flugblätter. Aschauer war Verbindungsmann zum SPD-Funktionär Waldemar von Knoeringen, der aus dem Exil in Prag den Widerstand koordinierte und mit Material versorgte. Im August 1934 wurde Aschauer, der offenbar schon wochenlang unter Beobachtung der Polizei gestanden hatte, beim Verpacken von Flugblättern ertappt und verhaftet. Nach zwei Jahren Einzelhaft in Stadelheim wurde Aschauer 1936 zu 21 Monaten Gefängnis verurteilt, die er im Konzentrationslager Dachau verbüßte. Seine Mitstreiter verriet er weder während seiner Zeit in Stadelheim, wo er wegen „Vorbereitung zum Hochverrat“ einsaß, noch im KZ Dachau, wo er schwer misshandelt wurde.

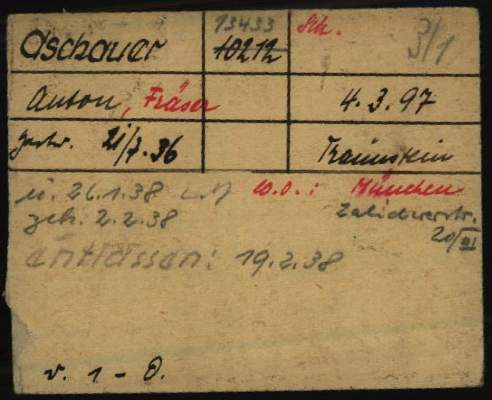
Registrierungskarte von Anton Aschauer als Gefangener im nationalsozialistischen Konzentrationslager Dachau

1941 wurde Aschauer trotz seiner Kriegsuntauglichkeit wegen der schweren Verwundung aus dem Ersten Weltkrieg in eines der berüchtigten Bewährungsbataillons an die Ostfront geschickt. Im Ghetto von Riga versorgte er Juden mit Medikamenten und Nahrung. Nach Beendigung des Krieges wurde er zum Kommissar für Wiedergutmachung für die Häftlinge in Dachau ernannt. 1950 heiratete Aschauer, dessen Ehefrau 1941 verstorben war, zum zweiten Mal.
Aschauer war Mitbegründer der „Vereinigung der Verfolgten des Naziregimes“ (VVN) und Mitglied des Münchner Stadtrates von 1948 bis 1966. 1975 erlitt er einen Schlaganfall und starb ein Jahr darauf am 16. April 1976 im Alter von 77 Jahren.